# Héctor García
Héctor García Otero (ur. 12 czerwca 1926 w Montevideo) – urugwajski koszykarz, dwukrotny brązowy medalista olimpijski z Helsinek i z Melbourne.
García brał udział w trzech olimpiadach – w 1948, 1952 i 1956 roku. Na igrzyskach w Londynie, gdzie jego reprezentacja zajęła piąte miejsce, wystąpił w dwóch meczach zdobywając 14 punktów (zanotował także sześć fauli). Na następnej olimpiadzie w Helsinkach zdobył brązowy medal. Na tej imprezie wystąpił w ośmiu meczach, zdobywając 28 punktów, notując również 29 fauli. Na igrzyskach w Melbourne, również zdobył brązowy medal; w ośmiu meczach zdobył 31 punktów (23 faule).